# Pädagogisches Zentrum
Das Pädagogisches Zentrum (PZ) war eine Einrichtung des Landes Berlin. Es wurde 1965 auf der Basis eines von Carl-Ludwig Furck entwickelten Konzepts gegründet. Als Modelleinrichtung zur Verzahnung von pädagogischer Theorie und Praxis, von Forschung und Unterricht, war das Pädagogische Zentrum eine einmalige Institution. 1994 ging es im Berliner Institut für Lehrerfort- und -weiterbildung und Schulentwicklung (BIL) auf. Das PZ hatte seinen Sitz in der Uhlandstrasse, auf der Höhe der U-Bahn-Station Blissestraße.